# Brizard (Schauspieler)

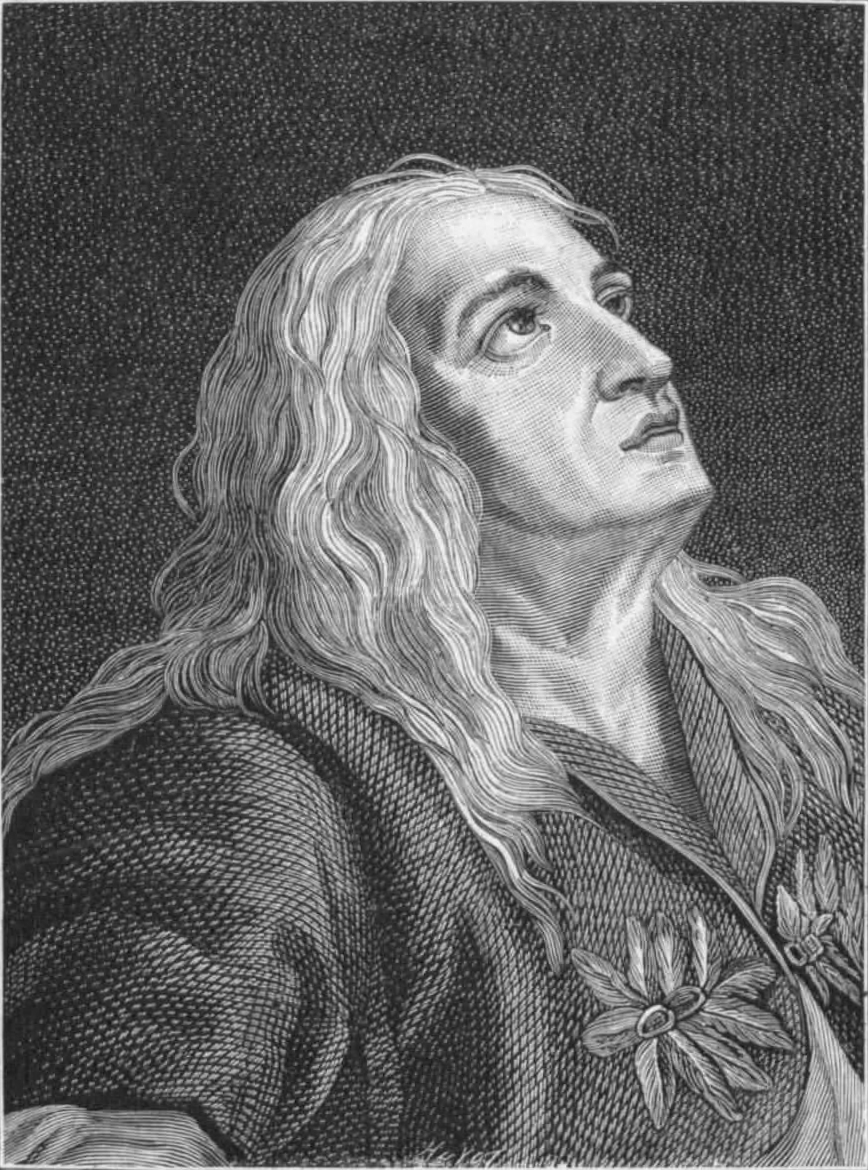
Brizard als König Lear

Jean-Baptiste Britard, genannt Brizard (* 7. April 1721 in Orléans; † 30. Januar 1791 in Paris), war ein französischer Schauspieler.

## Leben
Brizards Vater war ein geachteter Bürger von Orléans, und um seinem Sohn eine gute Ausbildung zu ermöglichen, schickte er ihn nach Paris zu Charles André van Loo, bei dem er eine Ausbildung zum Kunstmaler machen sollte. Brizard fühlte sich jedoch mehr zur Schauspielerei hingezogen, und so versuchte er sich bei einer Schauspieltruppe in Valence, wo er vor Prinz Philipp, damals noch ein Kind, auftrat. Die ihm entgegengebrachte Anerkennung für seine Darbietung besiegelte seine Berufung als Schauspieler, und er kehrte nie mehr ins Atelier zurück. Seine nächste Station war Lyon, wo er etliche Jahre spielte. Erst im Jahr 1757 kehrte er nach Paris zurück. Durch die Bekanntschaft mit Claire Clairon und Marie Dumesnil, die um sein Talent wussten, bekam er ein Engagement an der Comédie-Française und übernahm, nach dessen Tod, die Rollen von Pierre-Claude Sarrazin. In den folgenden 25 Jahren spielte er in fast allen Neuinszenierungen und da vor allem Hauptrollen. Weiterhin gab er Schauspielunterricht.
Er nahm 1783 den Bühnenabschied. Neben einer großzügigen Pension der Comédie bekam er eine weitere Pension aus der Privatschatulle des Königs und eine Rente als Schauspiellehrer, womit er finanziell ausgesorgt hatte. Weiterhin hatte er das Recht bekommen, in der Galerie des Odéon ein Ladengeschäft zu betreiben.